# HD 170469 b

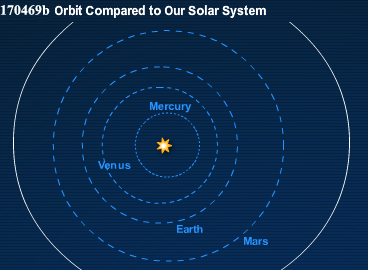

HD 170469 b는 뱀주인자리 방향으로 지구로부터 약 212광년 떨어진 곳에 있는 항성 HD 170469를 도는 외계 행성이다. 2007년 4월에 발견되었다. 질량은 목성의 67퍼센트 수준이지만, 이 값은 궤도경사각이 밝혀지지 않았기 때문에 최솟값이다.
평균 공전 거리는 지구~태양 간격의 두 배 정도이며 1회 공전에는 3년 이상이 걸린다. 공전 궤도 속도는 초당 19.8 킬로미터로 29.8 킬로미터인 지구보다 작다. 다만 궤도는 매우 찌그러져 있어서 가까워질 때는 1.32 천문단위까지 접근했다가 멀어질 때는 2.82 천문단위까지 물러난다. 따라서 타원궤도 가스행성으로 분류할 수 있다.

## 참고 문헌
- (영어) Fischer 연구진 (2007). “Five Intermediate-Period Planets from the N2K Sample”. 《The Astrophysical Journal》 669 (2): 1336–1344. doi:10.1086/521869. 2012년 4월 13일에 원본 문서 (요약)에서 보존된 문서. 2009년 6월 21일에 확인함.웹 인쇄본